# Хрушевка
Хрушевка (словен. Hruševka) — поселення в общині Камник, Осреднєсловенський регіон, Словенія. Висота над рівнем моря: 527,4 м.